# Gliese 123
Gliese 123 is een rode dwerg met een spectraalklasse van M. De ster bevindt zich 48,01 lichtjaar van de zon.